# Prîvovceanske, Pavlohrad
Prîvovceanske (în ucraineană Привовчанське) este localitatea de reședință a comunei Prîvovceanske din raionul Pavlohrad, regiunea Dnipropetrovsk, Ucraina.

## Demografie
Componența lingvistică a localității Prîvovceanske
     Ucraineană (94,55%)
     Rusă (5,45%)
Conform recensământului din 2001, majoritatea populației localității Prîvovceanske era vorbitoare de ucraineană (94,55%), existând în minoritate și vorbitori de rusă (5,45%).